# 陈秋实 (律师)
陳秋實（1985年9月19日—），黑龙江大兴安岭地區人，曾為中華人民共和國律师、演说家、前公民记者，曾在2020年2月新型冠狀病毒疫情期間失踪。重新现身之后在社交媒体大力宣传搏击运动，开始担任教练。
2021年9月30日，陈秋实在社交媒体Twitter上宣布已获得自由，后知名综合格斗运动员徐晓冬也在Twitter上证实了这一消息的真实性与可靠性。

## 生平
1985年9月，陈秋实生于黑龙江省大兴安岭地区，本科毕业于黑龙江大学法学专业。普通话水平测试一级乙等。
2007年毕业于黑龙江大学法学院，开始「北漂」生活。在北京先后从事过餐厅服务员、酒店客房服务员、演员助理、配音员、警察媒体记者、电视编导、主持人。
2016年取得律师执业证书，並开始從事律师工作。
2015年至2019年任「北京隆安律师事务所」律师，主要执业方向为知识产权、劳动法、争议解决，并在中国政法大学进修在职研究生。开始参与了几十档法律科普電視节目、综艺节目的录制如《传承者》第一季等。曾在中国70所大学进行巡回演讲。
2017年，中国共青团將“2017年‘激扬青春梦’五四优秀青年”授予大型女子偶像組合SNH48，陳秋實拍視頻對此作出抨擊。
2019年12月31日與「北京隆安律師事務所」合約到期，離開律師事務所。

### 参加《我是演说家》
陈秋实平时喜欢在业余时间到酒吧表演脱口秀，一次在酒吧表演时，北京卫视《我是演说家》节目组看中了陈秋实，邀请他参加节目。2014年，陈秋实参加北京卫视《我是演说家》第一季节目，获得亚军，参赛作品有《大国崛起》、《大东北》、《法治中国》、《男女中国》、《大国风范》、《语言的力量》。2015年，陈秋实以亚军身份到吉林大学、沈阳建筑大学、吉林财经大学等多所高校进行了演讲。

### 报道香港反修例运动
2019年，香港反修例运动自6月以来持续发酵。陈秋实在8月17日以遊客身份前往香港，当日观察了香港建制派的撑警大会，隔天观察了香港民主派发起的维园百万人集会，并上大台呼吁集会的香港人积极向中国内地民众解释香港的情况。陈秋实在新浪微博上分享在香港的所见所闻，强调“兼听则明”。陳秋實本來計劃留港五天，但到了香港第三天後被公安机关催促回中国内地。
2019年8月20日晚上7時，陳秋實在香港國際機場回中國内地前拍下了最後的影片，表示因為公安局、司法局和律師協會都致電他，要求他不要再「在那麼敏感的地方待著」，他不得不回中國内地；陳秋實表示自己回到中國内地後律师执照可能會被吊銷，但他依然堅持“一个中国”的原則。
8月21日，陳秋實被證實已平安回到北京。
2019年8月23日，陳秋實的個人認證微博被銷號，10月26日其抖音帳號被銷號。12月24日其微信公眾號被銷號，原因為「傳播惡性謠言等違法違規內容」。而他在10月11日於Twitter、YouTube開設帳號與頻道發佈近況與評論影片。
11月15日，陈秋实在推特上发布了用酒精隔着衣服点燃自己使自己受伤的视频，亲自反驳了方舟子“泼的应该是酒精而不是汽油，和‘权健火疗’一样看着吓人，酒精燃点低，烧伤也比较严重，视频中陈秋实隔着衬衣点燃酒精后，几秒钟胳膊就被烧伤脱皮。

### 被中華人民共和國政府限制出境
2019年12月10日早上，陈秋实准备與家人离开北京去日本旅遊，但臨時被天津市公安局告知其已被限制出境。他為此親自嘗試出境飛往日本，同時在候機大廳上描述了自己退出律師事務所以及將擔任公民記者的規劃，據他本人稱，他得知至年末限制出境就會解除，因此直接訂了機票，後來順利於2020年1月3号抵達日本。

### COVID-19疫情期間失蹤近600天
COVID-19疫情后，武漢等多座湖北城市在2020年1月23日后被出入管制，陈秋实在城市被封鎖期間趕至武漢，表示與武漢同胞共同進退，要將武漢的聲音傳遞出去，并于次日凌晨赶往武汉中心医院实地探访。2月7日，有消息称陳秋實被公安帶走；陳秋實戶籍地青島的警方通知陈秋实的家人，指其已於2月6日下午被國保帶走並接受醫學隔離。同一時間，陈秋實的母親也在陈秋实的YouTube頻道上證實此事。中国驻美大使崔天凯接受海外媒體采访时称自己从未听过陈秋實，並稱有關此人的案件，因為是中国的司法部门负责处理这些问题，应当尊重司法程序，而不是试图干预。
2020年4月1日，美国众议院议员吉姆·班克斯向美国国务院提出请求调查中国三名记者失联的事件，其中包括李泽华、陳秋實與方斌。在陳秋實2020年失踪前，外號「焦糖」的台灣網紅陳嘉行一直指控陳秋實為中國的「大外宣」及「間諜」，並引起了一場輿論風波。直至陳秋實在武漢失蹤，陳嘉行才不再提起此事。
2020年9月17日，他的好友徐曉冬在直播表示，已經得到可靠的最新消息，這幾個月來陳秋實身心狀態良好，並未感染COVID-19，也很健康沒有任何隱疾。第二、他人應該已離開武漢市區，處在未知確切地點（據傳為中國北方城市或是山東等地）的某部門監管範圍內，目前並不在司法機關，不過與香港、日本的聯繫狀況都查清了，沒有煽動顛覆國家政權、沒有與任何國外反動團體聯繫的證據，個人也查無不法，所以陳秋實將不予起訴這點，已經得到權威確認。他特別指出說，也因為「一身清白、因此無法控告」的緣故，從釋出的通訊中了解到，陳秋實何時離開隔離的事情還在談，目前大概還不會成。他還稱讚陳秋實追求公平正義等的心態沒有變，像是一個「真正的共產主義者」，陈秋实對理想有強烈的意志，他推斷可能因此談判進度緩慢，數日後，10月初，香港媒體再爆料陳秋實近況，並獲悉他目前在青島，但尙處於被取保候審的限制狀態，無法對外聯絡。
2021年3月29日，徐晓冬在YouTube更新了其于3月20日录制的视频，陈秋实一开始从武汉被带到天津，被调查后又到了青岛。现在陈秋实仍在青岛，由父母照顾（其母自2020年起即全职在家，其父被返聘，但目前被带薪留职），精神状态恢复，身体健康，并開始有一定的人身自由，包括在居住地周边的一定区域内活动、就医以及查看国内外的新闻等信息，但由于“相关部门对他的保护”无法与外界进行正常沟通。平日住家外有不少秘密警察監視，每日有一位未配戴任何証件的不明人士常駐在家裡直接監視其舉動。相较于天津方面，青岛方面对陈秋实相对照顾，衣食起居一应保障，并给予身体健康的照顾。陈秋实目前并未收到任何书面指控，同时，徐晓冬猜想“陈秋实的律师执照可以得到保留，并可于9、10月重回公众视野”。
2021年9月30日，陳秋實重新在推特發文，並客串徐晓冬在YouTube的節目，直播中他的神態愉悅，但身形明顯略瘦，提到這段經歷時已淡出政論圈，僅簡單表示有的能說，有的不能說，懂得都懂。並打算於年尾舉辦一場公開比賽，徐曉冬則稱保證「一切合法、愛國」。陳秋實還提到他罹患了抑鬱症，但搏擊拯救了他，之後會搬到北京，在徐曉冬的拳館專注運動訓練。
2021年11月22日晚上，陳秋實嘗試用淘寶「直播帶貨」，開播一小時後被淘寶發現，立即遭封禁至2999年。他即時把事發過程錄影的截圖上載到網上。

## 外部連結
- 陈秋实的X（前Twitter）
- YouTube上的陈秋实頻道
- YouTube上的陈秋实頻道（2021-2023年）